# Emajõe Suursoo
Emajõe Suursoo är en sumpmark i Estland.   Den ligger i landskapet Tartumaa, i den sydöstra delen av landet, 180 km sydost om huvudstaden Tallinn.